# Campeonato Mundial de Halterofilia de 2024
El LXXXIX Campeonato Mundial de Halterofilia se celebró en Manama (Baréin) entre el 6 y el 15 de diciembre de 2024 bajo la organización de la Federación Internacional de Halterofilia (IWF) y la Federación Bareiní de Halterofilia.

## Medallistas

### Masculino
| Evento          | Oro                                               | Plata                                         | Bronce                                               |
| --------------- | ------------------------------------------------- | --------------------------------------------- | ---------------------------------------------------- |
| 55 kg (06.12)   | Natthawat Chomchuen Tailandia 120 + 153 = 273     | Thiago da Silva · Brasil · 121 + 148 = 269    | Fernando Agad Filipinas 116 + 147 = 263              |
| 61 kg (07.12)   | Pak Myong-Jin Corea del Norte 132 + 173 = 305     | Mohamad Aniq Kasdan Malasia 130 + 166 = 296   | Nguyễn Trần Anh Tuấn Vietnam 131 + 160 = 291         |
| 67 kg (08.12)   | Ri Won-Ju Corea del Norte 146 + 190 = 336         | Pak Pyol Corea del Norte 150 + 182 = 332      | Yusuf Genç Turquía 146 + 181 = 327                   |
| 73 kg (09.12)   | Ri Ryong-Hyon Corea del Norte 152 + 197 = 349     | Rizki Juniansyah Indonesia 150 + 190 = 340    | Zhong Zhiguang China 150 + 186 = 336                 |
| 81 kg (10.12)   | Ri Chong-Song Corea del Norte 166 + 205 = 371     | Alexei Churkin · Kazajistán · 164 + 204 = 368 | Muhammadkodir Toshtemirov Uzbekistán 165 + 190 = 355 |
| 89 kg (11.12)   | Karlos Nasar Bulgaria 183 + 222 = 405 RM          | Ro Kwang-Ryol Corea del Norte 162 + 218 = 380 | Marin Robu Moldavia 173 + 206 = 379                  |
| 96 kg (12.12)   | Nurguisa Adiletuly · Kazajistán · 174 + 214 = 388 | Revaz Davitadze Georgia 177 + 210 = 387       | Ali Alipour Irán 173 + 214 = 387                     |
| 102 kg (13.12)  | Artiom Antropov · Kazajistán · 170 + 230 = 400    | Fares El-Baj Catar 174 + 225 = 399            | Marcos Ruiz Velasco · España · 183 + 212 = 395       |
| 109 kg (14.12)  | Ruslan Nurudinov Uzbekistán 182 + 242 = 424       | Dadaş Dadaşbəyli Azerbaiyán 183 + 221 = 404   | Mehdi Karami Irán 183 + 217 = 400                    |
| +109 kg (15.12) | Varazdat Lalayan Armenia 215 + 252 = 467          | Ali Davoudi Irán 206 + 253 = 459              | Alireza Yusefi Irán 194 + 262 = 456                  |

1. 1 2 3  Arrancada (kg) + dos tiempos (kg) = total olímpico (kg).

### Femenino
| Evento         | Oro                                             | Plata                                         | Bronce                                            |
| -------------- | ----------------------------------------------- | --------------------------------------------- | ------------------------------------------------- |
| 45 kg (06.12)  | Zhao Jinhong China 87 + 113 = 200RM             | Won Hyon-Sim Corea del Norte 86 + 105 = 191   | Phạm Đình Thi Vietnam 73 + 97 = 170               |
| 49 kg (07.12)  | Ri Song-Gum Corea del Norte 91 + 122 = 213      | Xiang Linxiang China 92 + 120 = 212           | Rosegie Ramos Filipinas 88 + 105 = 193            |
| 55 kg (08.12)  | Kang Hyon-Gyong Corea del Norte 100 + 126 = 226 | Chen Guan-Ling China Taipéi 93 + 118 = 211    | Alexandra Grigorian Armenia 85 + 120 = 205        |
| 59 kg (09.12)  | Kim Il-Gyong Corea del Norte 104 + 141 = 249 RM | Pei Xinyi China 107 + 130 = 237               | Yenny Álvarez Caicedo · Colombia · 98 + 126 = 224 |
| 64 kg (10.12)  | Ri Suk Corea del Norte 115 + 149 = 264 RM       | Rim Un-Sim Corea del Norte 116 + 140 = 256    | Li Shuang China 107 + 134 = 241                   |
| 71 kg (11.12)  | Olivia Reeves Estados Unidos 120 + 147 = 267    | Jong Chun-Hui Corea del Norte 116 + 146 = 262 | Yang Qiuxia China 121 + 140 = 261                 |
| 76 kg (12.12)  | Song Kuk-Hyang Corea del Norte 116 + 148 = 264  | Miyareth Mendoza · Colombia · 111 + 137 = 248 | Sarah Matthew Nigeria 110 + 135 = 245             |
| 81 kg (13.12)  | Liao Guifang China 123 + 155 = 278              | Sara Ahmed · Egipto · 113 + 149 = 262         | Kim Kyong-Ryong Corea del Norte 114 + 147 = 261   |
| 87 kg (14.12)  | Wu Yan China 122 + 150 = 272                    | Eileen Cikamatana Australia 113 + 144 = 257   | Kim Yong-Ju Corea del Norte 112 + 144 = 256       |
| +87 kg (15.12) | Li Yan China 149 + 175 = 324                    | Park Hye-Jeong Corea del Sur 124 + 171 = 295  | Son Young-Hee Corea del Sur 118 + 162 = 280       |

1. 1 2 3  Arrancada (kg) + dos tiempos (kg) = total olímpico (kg).

## Medallero
| Núm. | País            | Oro | Plata | Bronce | Total |
| ---- | --------------- | --- | ----- | ------ | ----- |
| 1    | Corea del Norte | 9   | 5     | 2      | 16    |
| 2    | China           | 4   | 2     | 3      | 9     |
| 3    | Kazajistán      | 2   | 1     | 0      | 3     |
| 4    | Armenia         | 1   | 0     | 1      | 2     |
| 4    | Uzbekistán      | 1   | 0     | 1      | 2     |
| 6    | Bulgaria        | 1   | 0     | 0      | 1     |
| 6    | Estados Unidos  | 1   | 0     | 0      | 1     |
| 6    | Tailandia       | 1   | 0     | 0      | 1     |
| 9    | Irán            | 0   | 1     | 3      | 4     |
| 10   | Colombia        | 0   | 1     | 1      | 2     |
| 10   | Corea del Sur   | 0   | 1     | 1      | 2     |
| 12   | Australia       | 0   | 1     | 0      | 1     |
| 12   | Azerbaiyán      | 0   | 1     | 0      | 1     |
| 12   | Brasil          | 0   | 1     | 0      | 1     |
| 12   | Catar           | 0   | 1     | 0      | 1     |
| 12   | China Taipéi    | 0   | 1     | 0      | 1     |
| 12   | Egipto          | 0   | 1     | 0      | 1     |
| 12   | Georgia         | 0   | 1     | 0      | 1     |
| 12   | Indonesia       | 0   | 1     | 0      | 1     |
| 12   | Malasia         | 0   | 1     | 0      | 1     |
| 21   | Filipinas       | 0   | 0     | 2      | 2     |
| 21   | Vietnam         | 0   | 0     | 2      | 2     |
| 23   | España          | 0   | 0     | 1      | 1     |
| 23   | Moldavia        | 0   | 0     | 1      | 1     |
| 23   | Nigeria         | 0   | 0     | 1      | 1     |
| 23   | Turquía         | 0   | 0     | 1      | 1     |
|      | TOTAL           | 20  | 20    | 20     | 60    |